# Abdul Waheed Khan
Abdul Waheed Khan (in urdu عبد الوحید خان‎?; Rajpur, 30 novembre 1936 – 21 febbraio 2022) è stato un hockeista su prato pakistano. Ha rappresentato il Pakistan ai Giochi olimpici di Roma 1960, vincendo la medaglia d'oro.

## Palmarès
- Giochi olimpici

Roma 1960: oro
- Giochi asiatici

Giacarta 1962: oro
Bangkok 1966: argento